# Плувиално езеро
Плувиалното езеро е тяло от вода, натрупана в басейн, поради по-голяма влага в резултат от изменения в температурата или валежите. Тези интервали на по-голяма наличност на влага не винаги са съпътстващи с ледникови периоди. Плувиалните езера са обикновено затворени езера, които заемат ендорейски басейни. Плувиалните езера, които са изпарени и пресъхнали също така се наричат и „блестящи“.

## Етимология
Думата произлиза от латинската pluvia, което означава „дъжд“.

## Геология
Плувиалните езера представляват промени в хидрологичния цикъл: влажният цикъл генерира големи езера, а сухият цикъл води до пресъхване на езерата, оставяйки големи плоски равнини. Натрупаните утайки показват изменението на нивото на водата. По време на ледниковите периоди, когато нивото на тези езера е доста високо, калните утайки се утаяват и биват депозирани. Понякога между ледниците (междуледникови) могат да се натрупат солени утайки поради сухата атмосфера и изпарението на езерото., сухия климат и изпаряване на „Речна вода“.
Няколко плувиални езера се образуват в югозападната част на САЩ по време на заледяването през късния плейстоцен. Едно от тях е езерото Бонвил в Западна Юта, което обхваща площ от около 19 000 квадратни мили (49 000 км2). Когато езерото Бонвил е достигало максималното си водно ниво, тогава е било с около 300 фута (300 м) по-високо от това на Голямото солено езеро. 
Пресни водни мекотели са намерени в наноси от тиня на езерото Сеарлс в Калифорния и предполагат, че температурата на водата някога е била около 7 градуса по Целзий (или 4 градуса по Целзий) по-хладна от сегашната температура. Радиовъглеродното датиране на най-младите екземпляри датира от 24 000 до 12 000 години. 

## Образуване
Когато топлият въздух от сухите райони срещне охладен въздух от ледниците, се създава време, което е облачно, хладно и дъждовно. Този влажен климат е бил обичаен през последния ледников период в Северна Америка и причинява повече валежи и така надвишава изпарението. Увеличаването на валежите запълва дренажния басейн и се образува езеро. 
По време на междуледниковите периоди климатът отново става сух и причинява изпаряване и последващо пресъхване на езерата. 